# Вануаку Пати
Вануаку Пати (на бислама: Vanua'aku Pati) е политическа партия във Вануату.
Основана през 1971 година от представители на англоезичната интелигенция, свързана с презвитерианските църкви, организацията е първата същинска политическа партия в страната. Тя доминира политическия живот през първите години на независимостта. Нейни представители оглавяват правителството през 1980 – 1991, 1998 – 1999, 2001 – 2004 и 2008 – 2010 година.
На парламентарните избори през 2012 година партията е първа с 8 от 52 места в парламента.